# Въоръжени сили на Ирак
Въоръжените сили на Ирак, официално Иракски сили за сигурност представляват отбранителната институция на Ирак. Те включват армия, военновъздушни сили, военноморски флот, полицейски и полувоенни служби. Към 2008 общата численост на иракските сили за сигурност е 531 000 души (180 000 военни, 340 000 полицаи и други). Целта на иракското правителство е да се постигне численост от 600 000 души към 2010. Очаква се ИСС да поеме пълен контрол върху 16 от общо 18 иракски провинции до края на 2008.

## До 2003
Въоръжените сили са основният инструмент за упражняване на власт по времето на Саддам Хюсеин, заедно с иракската републиканска гвардия. Основните оръжейни снабдители на Ирак през 80-те са Западна Европа, САЩ и СССР. По време на ирано-иракската война Ирак използва широка гама от специални оръжия, вкл. химически и лазерни. Тази война обаче довежда иракската икономика до криза и изключителна задлъжнялост на страната към горепосочените страни. Загубата на специалните оръжия, силно намаления състав и зле обучените нови кадри са и причината за пълния разгром на иракските войски по време на Войната в Залива.

## Нова иракска армия

### Иракска полиция
Най-голямото звено от въоръжените сили е полицията. Персоналът ѝ наброява над 340 000 души, отговарящи за реда и сигурността в населените места. Полицията е под контрола на министерството на вътрешните работи на Ирак. Обучението на полицаите е осигурено от инструктори на коалиционните сили. Освен за сигурността на населението, тази институция се опитва да се справи с бунтовническите сили и да предотвратява терористични нападения, подпомагана от чуждите войски и иракската жандармерия. Полицаите са въоръжени с автомати АК-47, пистолети Глок, и са оборудвани най-вече с джипове като транспортно средство.

### Сухопътни сили
Иракските сухопътни сили са най-голямото звено от въоръжените сили (180 000 души). Те са организирани в 105 батальона, разпределени в 13 дивизии. Дивизиите са част от 4 командвания:
- Национален оперативен център, с щаб в Багдад;
- Командване на иракските сухопътни сили;
- Южно оперативно командване, с щаб в Насирия;
- Западно оперативно командване, с щаб в Рамади

### Оборудване
- ОБТ М1 Ейбрамс — поръчани са 140 танка М1А1М[3][4]
- среден танк Т-55 – 72;
- ОБТ Т-72 / Асад Бабил – 77;
- ОБТ М60А3 – 330;
- бронирана бойна машина Кугар – 756;
- бронирана бойна машина Спартан – 100;
- БТР-80 – 98;
- БТР-94 – 50;
- МТ-ЛБ – 44;
- М113 – 233;
- джипове Хъмви – 1113;
- БМП-1 – 363;
- бронирана бойна машина Дзик – 507;
- джипове Дефендър – 72
- вертолети UH-1 – 16;
- артилерия – 0, през 2009 към всяка дивизия ще бъде добавен артилерийски полк.

### Флот
Ролята на флота е защита на относително малкия иракски морски бряг, както и на петролните платформи в Персийския залив. Персоналът наброява 600-800 души, като целта е те да се увеличат до около 2500 към 2010. Оборудването включва 11 патрулни и 24 транспортни лодки.

### Военновъздушни сили
Военновъздушните сили са оборудвани предимно с транспортни самолети и вертолети.
| Машина                  | Произход | Вид                                   | Варианти               | Брой | Бележки                                                                             |
| ----------------------- | -------- | ------------------------------------- | ---------------------- | ---- | ----------------------------------------------------------------------------------- |
| Чесна 172               | САЩ      | транспортен/ тренировъчен             |                        | 4    | още 12 ще бъдат доставени до края на 2008                                           |
| Cessna 208 Caravan      | САЩ      | транспортен/ тренировъчен/ наблюдение | 208B ISR208B           | 85   |                                                                                     |
| Bell UH-1H              | САЩ      | транспортен вертолет                  | Huey II                | 16   |                                                                                     |
| Bell 206 JetRanger      | САЩ      | транспортен/ тренировъчен вертолет    |                        | 5    | още 5 ще бъдат доставени до края на 2008.                                           |
| AMD Alarus              | Йордания | свързочен                             |                        | 8    | очаква се доставка на още 8                                                         |
| C-130 Херкулес          | САЩ      | транспортен                           | C-130E                 | 3    | очаква се доставка на още 3                                                         |
| Ми-17                   | Русия    | транспортен                           | Ми-171Ми-17-1ВМи-17-В5 | 4230 | 22 Ми-17-В5 са закупени за иракските специални части и ще бъдат доставени през 2009 |
| Beechcraft King Air 350 | САЩ      | транспортен                           | 350ER                  | 8    | още 24 ще бъдат доставени до края на 2008.                                          |
| Beechcraft King Air 350 | САЩ      | наблюдение/ разузнавателен            | 350ISR                 | 10   | още 24 ще бъдат доставени до края на 2008.                                          |
| CASA 212                | Бразилия | лек транспортен                       | C-212-400              | 0    | Очаква се 12 да бъдат доставени до края на 2008                                     |
| SA 342 Gazelle          | Франция  | лек боен/ транспортен вертолет        | SA 342                 | 0    | възможна е продажбата на до 50 вертолета от Франция.                                |